# Wasserwalze

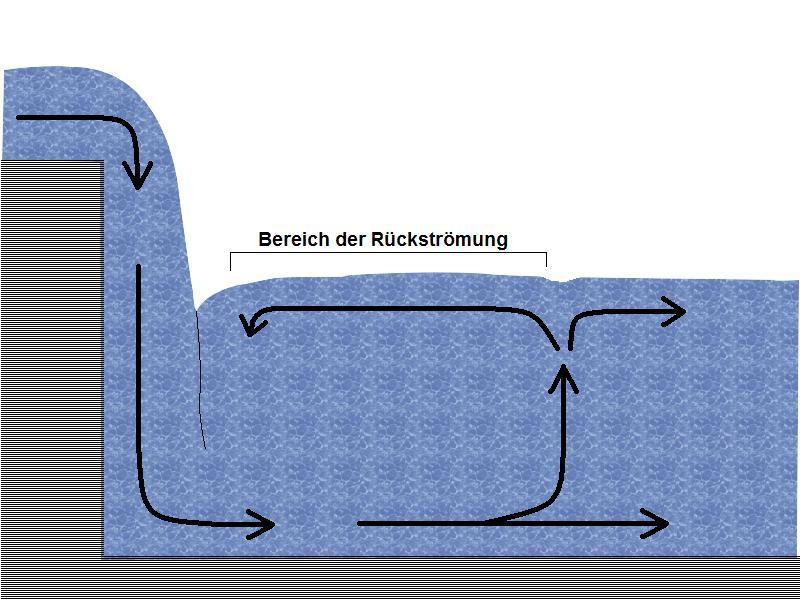
Darstellung der Strömungen in einer Wasserwalze

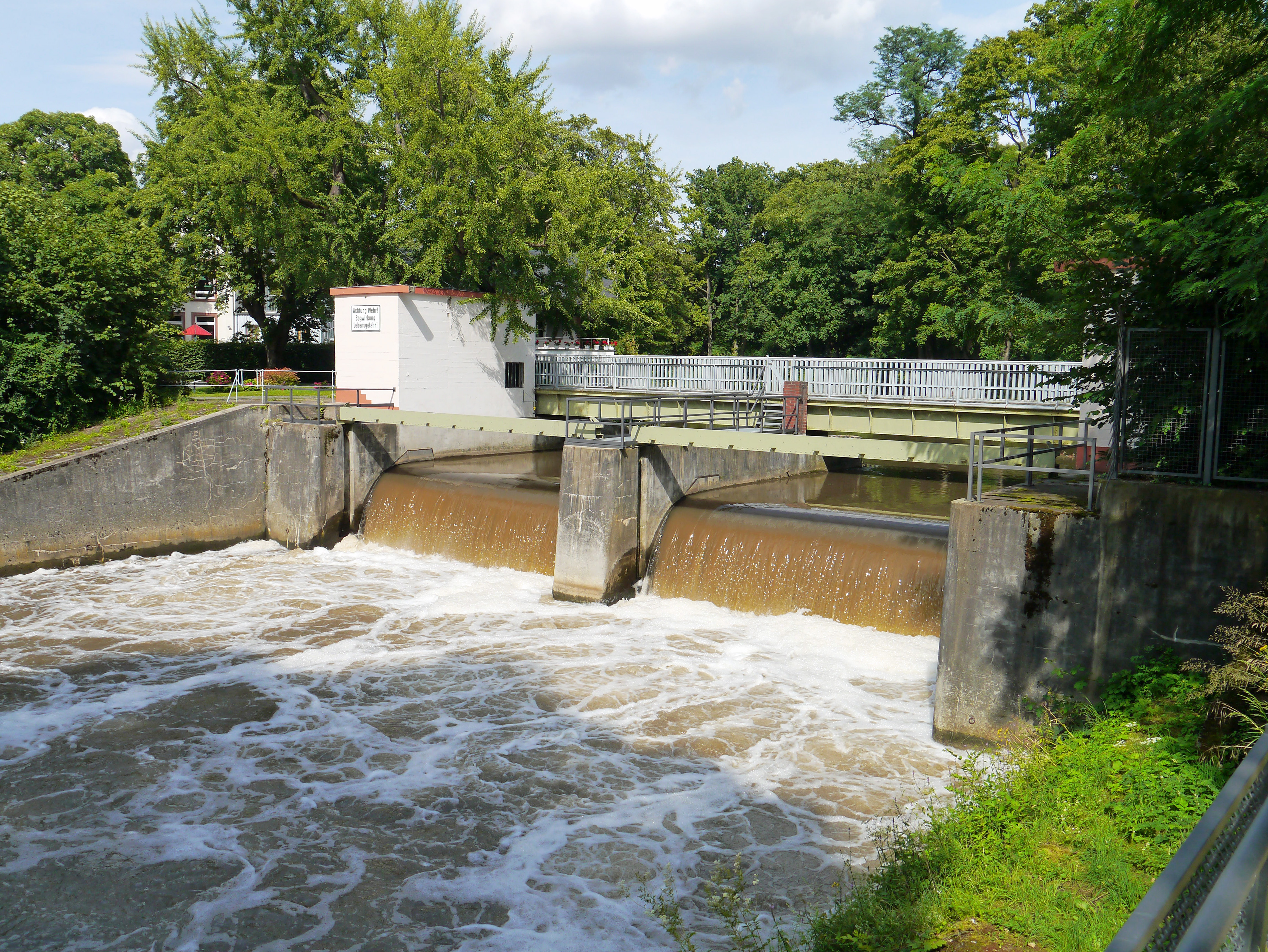
Im Tosbecken unterhalb eines Überfallwehres bilden sich Wasserwalzen

Eine Wasserwalze ist ein spezielles Strömungsphänomen in Fließgewässern. Sie entsteht, wenn direkt unterhalb einer schnellfließenden oder fallenden Stufe ein Teil des Wassers an der Oberfläche gegen die Abflussrichtung zur Stufe zurückfließt und dort von der Hauptströmung erneut erfasst wird.
Hydraulisch handelt es sich um eine Form des hydraulischen Sprungs, wie sie bei hohen Froude-Zahlen auftritt.
Der starken zyklischen Strömung einer solchen Wasserwalze können auch gute Schwimmer kaum aus eigener Kraft entkommen. Ohne Hilfe von außen droht nach einiger Zeit Erschöpfung oder Unterkühlung mit folgendem Ertrinkungstod.

## Hintergrund
Die Fähigkeit von Walzen, Gegenstände oder Schwimmer in ihrer Strömung festzuhalten, richtet sich nach der Art ihres Abflusses. Von einer Walze mit „freiem Abfluss“ wird gesprochen, wenn das zurückströmende (Walzen-)Wasser an den Seiten der Walze in die Hauptströmung zurückfließt. Eine solche Walze hat meist grob die Form eines stromabwärts zeigenden “V”s oder Bogens: Die Seiten der Walze biegen sich stromabwärts. Gegenstände oder Schwimmer werden daher (stromabwärts) zu den Seiten der Walze und anschließend aus der Walze herausgeschwemmt.
Ist der Abfluss jedoch aufgestaut, wie bei stromaufwärts zeigenden Walzenseiten oder beispielsweise an den Tosbecken von Wehren, dann tritt ein rückgestauter Wechselsprung auf. Hier besteht für Schwimmer Lebensgefahr: Die Rückwärtsbewegung des Wassers zieht einen Schwimmer stromaufwärts (bei Wehren: zur Schwelle hin). Dort zieht die Walzbewegung des Wassers den Schwimmer nach unten; eine kurze Entfernung stromabwärts wird der Schwimmer zwar in der Regel wieder nach oben getrieben, um aber gleich darauf wieder zurück nach stromaufwärts und erneut unter Wasser gezogen zu werden (Waschmaschineneffekt). Hinzu kommt, dass sich herabstürzendes Wasser – beispielsweise an Wehren – mit Luft sättigt, was im beckenähnlichen Bereich darunter zu wesentlich geringerem Auftrieb führt und Schwimmbewegungen wirkungslos macht; in den Bereich des geringeren Auftriebs werden Schwimmer und Gegenstände gezogen.

## Gefahren und Verhalten
Selbst gute Schwimmer können sich unter Umständen gegen die Strömung nicht mehr aus eigener Kraft aus dieser Walzbewegung des Wassers befreien, so dass schließlich ein Ertrinken aus Erschöpfung droht. Ein Schwimmer in einer Walze sollte versuchen, mit möglichst viel Luftvorrat nach unten abzutauchen und dort die bodennahe Strömung zu nutzen, die das Wasser aus der Walze herausführt. Sobald die Strömung nach oben abdreht, kann er versuchen, sich seitwärts (flussabwärts) aus der Walze zu befreien.
Außenstehende sollten sich keinesfalls für einen Rettungsversuch selbst in die Wasserwalze begeben. Hilfreich ist höchstens das Zuwerfen einer Leine, an der sich das Opfer aus der Walze ziehen lassen kann. Wenn sich die Person außerhalb der Wurfreichweite befindet, braucht es oft sogar einen Helikopter, um die Person aus der Wasserwalze zu befreien.
Wasserwalzen können sich auch bei Niedrigwasser plötzlich bilden, wenn die Fließmenge rasch ansteigt, etwa durch Regenfälle im Oberlauf.

## Wassersport

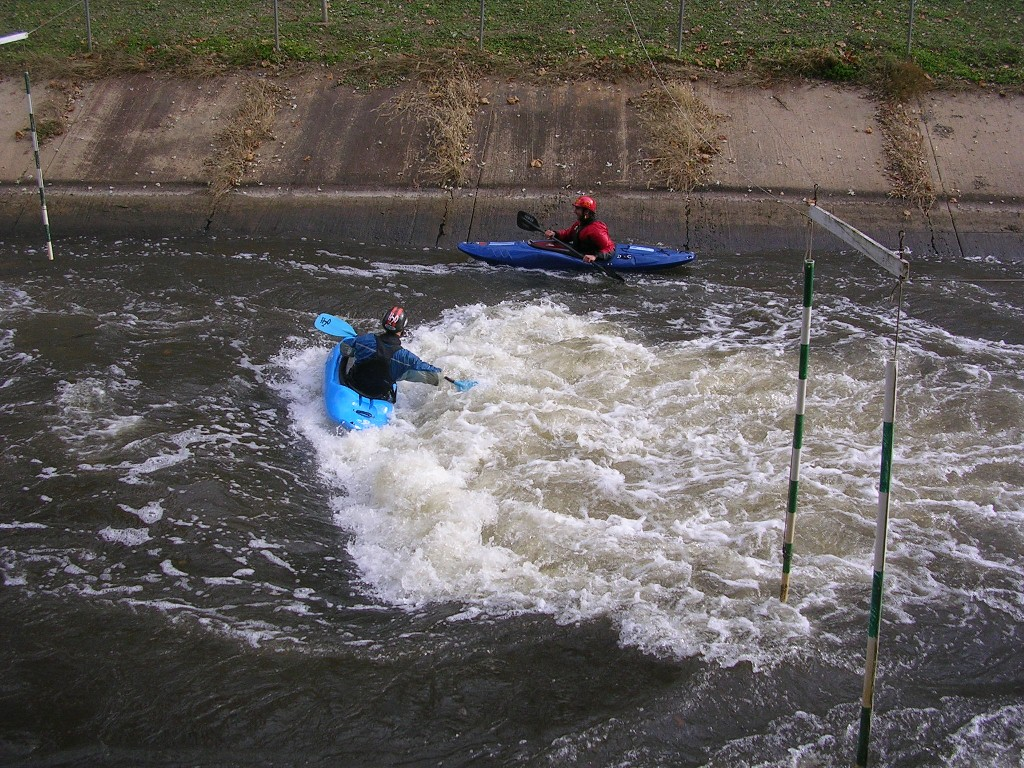
Kajakfahrer in einer Walze mit freiem Abfluss. Der Fluss fließt von links nach rechts.

Große Wasserwalzen sind beliebtes Ziel für insbesondere Spielbootfahrer und Rafter, die auf ihnen  surfen. Bei Walzen mit stärkerem Rückstrom ist auch für Paddler ein freier Abfluss wichtig. Wenn ein Kajak von einer kleinen Walze seitlich festgehalten wird, muss man richtig kanten, um ein Kentern zu vermeiden. Bei großen Walzen ist das nicht so einfach. Wenn das Boot länger festgehalten wird, kommt es oft zu wiederholten Drehungen, die das Boot abwechselnd kentern lassen und wieder aufrichten.